# Sassicaia

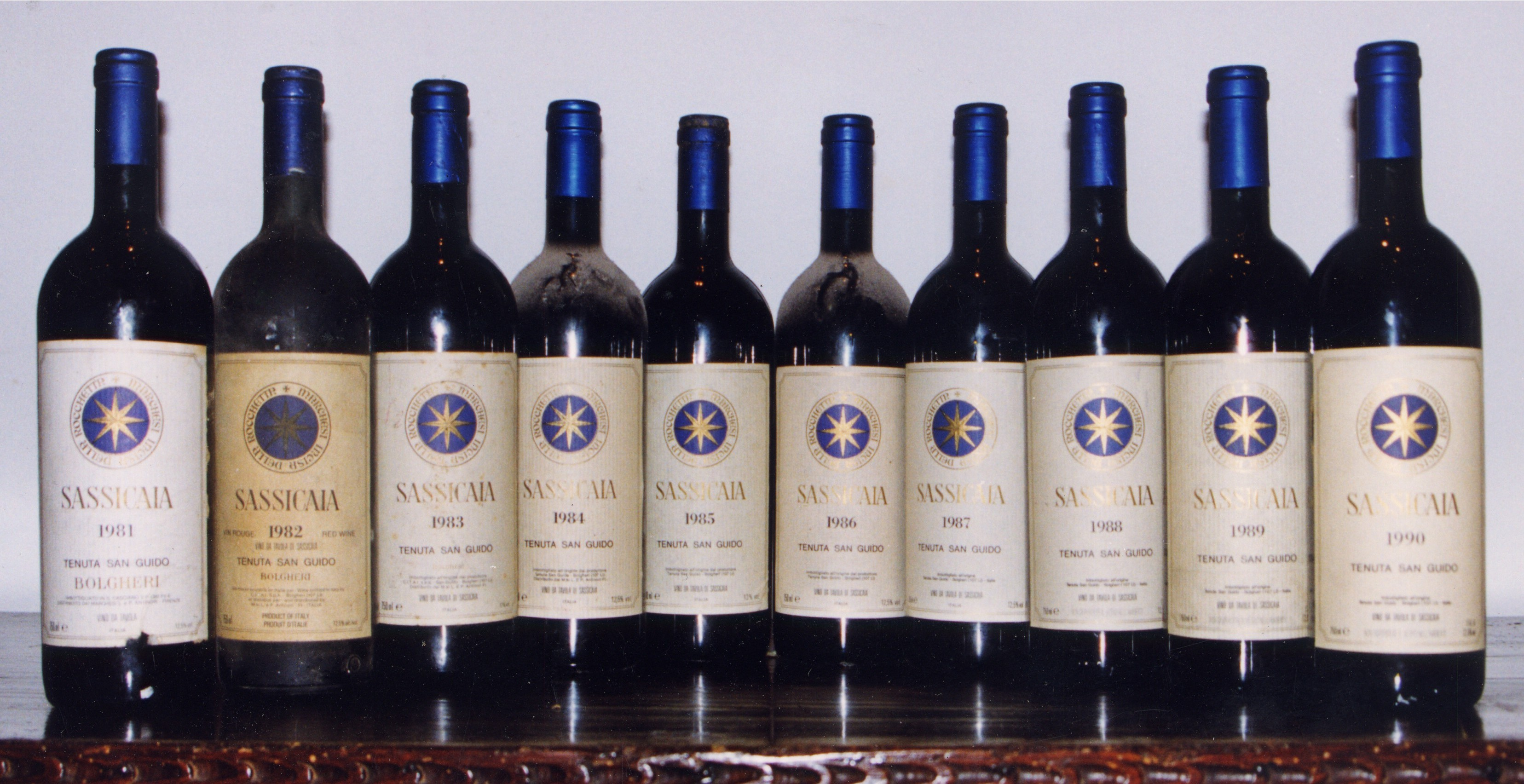
10 Jahrgänge Sassicaia

Bolgheri Sassicaia ist die Bezeichnung für einen Rotwein, dessen Name sich von einem Feld in der Nähe des Ortes Bolgheri (Ortsteil von Castagneto Carducci) an der toskanischen Mittelmeerküste (Maremma Livornese genannt) ableitet und der in den 1980er Jahren Italiens Weinbau revolutionierte.

## Geschichte
Als während des Zweiten Weltkriegs in Italien französische Rotweine rar wurden, pflanzte Marchese Mario Incisa della Rocchetta im Jahr 1944 in Bolgheri, rund zehn Kilometer von der Küste entfernt, auf einem steinigen Hang unterhalb der Burg Castiglioncello Weinreben der französischen Sorten Cabernet Sauvignon und Cabernet Franc an. Der Wein erhielt den Namen einer Lage, die nach den vielen Steinen (italienisch sassi) im Boden „Sassicaia“' benannt wurde.
Der Wein war zunächst ausschließlich für den privaten Gebrauch bestimmt. Erst auf Drängen seines Sohnes Nicolò und seines Neffen Marchese Piero Antinori hin ließ sich Incisa della Rocchetta von einer Vermarktungs-Chance überzeugen. So kamen Anfang der 1970er Jahre mit dem Jahrgang 1968 die ersten Flaschen in den Handel. Der langsame Siegeszug des für Italien damals untypischen, dichten bis massiven Rotweins hatte begonnen. Lange Jahre durfte er nur als Vino da Tavola (Tafelwein) eingestuft werden, weil die französischen Rebsorten in Italien bei Qualitätsweinen (DOC) nicht erlaubt waren. Seines Erfolges wegen fand er bald jedoch zahlreiche Nachahmer und wird daher neben dem Spitzenwein des Marchese Piero Antinori, Tignanello, als Vater des Supertoskaner bezeichnet.
Der Ursprungswein der Sassicaia-Vermarktung von 1968 ist heutzutage eine absolute Rarität. Sehr bekannt und lange mit vollen 100 Parker-Punkten eingestuft war auch der Sassicaia des Jahrgangs 1985, eines in ganz Italien für Rotweine sehr guten Jahres. Jedoch wurde der „Sassi 85“ nun oft nachteilig aufgenommen, da die Qualität der Verkorkung einem recht oft Korkschmecker gerade dieses extrem teuren Weines (Stand 2013: ca. 1.600 Euro/Flasche) beschert. Der Wein baute in den vergangenen zehn Jahren merklich ab. Robert Parker hat diesen Wein mit 97 Punkten neu bewertet.
Erst 1994 wurde in der DOC Bolgheri auch ein Rosso zugelassen, wozu dieser Wein maßgeblich beitrug. Der Sassicaia hat sogar innerhalb dieser DOC den eigenen Subbereich Bolgheri Sassicaia und ist damit der einzige Wein Italiens mit einer eigenen DOC. Seit den 1980er Jahren wird das Weingut von Marchese Nicolò Incisa della Rocchetta geführt.

## Anbau und Erzeugung
Der Wein muss zu mindestens 80 % aus der Rebsorte Cabernet Sauvignon bestehen. Höchstens 20 % andere rote Rebsorten, die für den Anbau in der Region Toskana zugelassen sind, dürfen zugesetzt werden.

## Beschreibung
Laut Denomination (Auszug):
- Farbe: intensives rubinrot oder granatrot
- Geruch: weinig, reich und elegant
- Geschmack: trocken, voll, robust und harmonisch, mit einer guten, eleganten Struktur
- Alkoholgehalt: mindestens 12,0 % Vol.
- Säuregehalt: mind. 4,5 g/l
- Trockenextrakt: mind. 25,0 g/l